# 室剛
室剛（日语：／ Muro Tsuyoshi，1976年1月23日—）是一位日本男演員，出身於神奈川縣，隸屬於ASH&D旗下。神奈川縣立鶴見高等學校畢業，東京理科大學肄業。室剛就讀大學時志願當上演員，1999年起開始演員生涯，活躍於電視劇、電影、電台等範疇。

## 出演

### 電視劇
- 大搜查線系列（2005年，富士電視台）：飾演 倉橋大助
  - 前日も交渉人 真下正義（2005年5月6日）
  - 逃亡者 木島丈一郎 （2005年12月10日）
- 破案天才伽利略 第1話（2007年，富士電視台）：飾演 乾洗店的人
- SP 第1話（2007年，富士電視台）
- 七人女律師 第6話（2008年5月，朝日電視台）：飾演 久保田秀男
- CHANGE 第7話（2008年6月，富士電視台）
- 電視審判秀第一季 第4話（2008年7月，日本電視台）：飾演 柳家四郎
- 33分偵探 第8話（2008年9月，富士電視台）：飾演 綁匪
- 流星之絆 第3話（2008年10月－12月，TBS）：飾演 泰輔三年級的老師
- 相棒 season7 第7話（2008年12月3日，朝日電視台）：飾演 日下部裕
- Chance!～她成功的理由～（2009年3月7日，2009年3月14日，富士電視台）：飾演 河村泰三
- 草食系高校武士（2009年，日本電視台）：飾演 新田孝介
- 莎拉公主 第9話（2009年12月12日、TBS）飾 立石慎二
- 東京DOGS 第10話（2009年12月21日，富士電視台）：飾演 偷奏的手提箱的男人
- 絕對零度 第2話（2010年4月20日，富士電視台）：飾演 野宮冬樹
- 自戀刑警（2010年7月－9月，TBS）：飾演 登戶刑警
- 飛特族、買個家。 第6話 - 第9話（2010年10月－12月，富士電視台）：飾演 相澤
- CONTROL～犯罪心理搜查～ 第10話（2011年3月15日－22日，富士電視台）：飾演 沼田信二
- BOSS女王第二季 第3話（2011年5月5日，富士電視台）：飾演 野口武生
- 勇者義彥系列（2011年、2012年、2016年，東京電視台）：飾演 美列布
  - 勇者義彥和魔王之城（2011年7月－9月）
  - 勇者義彥和惡靈之鑰（2012年10月－12月）
  - 勇者義彥和被引導的七人（2016年10月－12月）
- Piece Vote 第7話 - 第11話（2011年7月－9月，日本電視台）：飾演 三浦和俊
- 推理要在晚餐後 第2話（2011年10月25日，富士電視台）：飾演 若林圭一
- 家族之歌（2012年4月－6月，日本電視台）：飾演 花村良太
- 世界奇妙物語 2012年春季特别篇「7歲之後」（2012年4月21日，富士電視台）：飾演 審査官
- 小惠會使用魔法嗎？（2012年7月－12月，日本電視台）：飾演 鴨下（先生）
- 平清盛（2012年1月－12月，NHK）：飾演 平忠度
- 單身女的聖誕節（2012年12月17日－19日，日本電視台）：飾演 汐田健太郎
- 堂場瞬一懸疑劇場 搜查一課澤村慶司系列（2013年、2014年，富士電視台）：飾演 橋詰真之
  - 離開〜捜査一課・澤村慶司（2013年2月15日）
  - 執著〜捜査一課・澤村慶司2（2014年3月7日）
- 貓辯和透明人（2013年4月，TBS）：飾演 氣象預報員
- 飛翔公關室（2013年4月－6月，TBS）：飾演 比嘉哲廣
- 深夜烘焙坊（2013年4月－6月，NHK BS Premium）：飾演 蘇非亞
- 杉村三郎系列（2013年、2014年，TBS）：飾演 手島雄一郎
  - 無名毒（2013年7月－9月）
  - 彼得的葬禮（2014年7月－9月）
- 天魔先生來了第1・2・8話（2013年7月－9月，TBS）：飾演 落魄武者（第1・2話），野口英世（第8話）
- 多謝款待（2013年9月－2014年3月，NHK）：飾演 竹元勇三
- 實驗刑事都鳥2 第5話（2013年11月9日，NHK）：飾演 和久井高志
- 審判長！肚子餓了！ 第14話（2014年1月26日，日本電視台）：飾演 隔壁大樓的白領
- 新解釋·日本史（2014年4月－6月，每日放送、TBS ）：主演
- 青色火焰（2014年7月－9月，東京電視台）：飾演 山賀博之
- 無間雙龍（2015年1月－3月，TBS）：飾演 深町武
- 戀愛中會有的事「同居時常有的事」（2015年6月24日，富士電視台）：飾演 青柳芯太
- 拿破崙之村（2015年7月－9月，TBS）：飾演 山田大地
- 世界奇妙物語 2015年25週年秋季特別篇~電影導演篇「X」（2015年11月28日，富士電視台）：飾演 邑田英策
- 惡黨行千里（2016年1月20日－3月23日，TBS ）：主演 高杉篤郎
- 尼采老師 第6話（2016年1月－3月，讀賣電視台）：飾演 用硬幣下圍棋的顧客
- Tribeca（2016年4月－3月，WOWOW ）：飾演 鏑木康夫
- 重版出来！（2016年4月－6月，TBS）：飾演 沼田渡
- montage 三億日元事件奇譚（2016年6月25日・26日，富士電視台）：飾演 水原大輔
- 綁架之旅（2016年8月2日，NHK総合）：飾演 佐佐木
- 山田孝之的戛納電影節 第1話（2017年1月7日，東京電視台）：出演
- 乞愛之人（2017年1月11日，日本電視台）：飾演 和知武則
- 中年超人左江內氏（2017年1月－3月，日本電視台）：飾演 小池郁男
- 女城主 直虎（2017年1月－12月，NHK）：飾演 瀨戶方久
- 孤獨的美食家第六季 第12話（2017年6月30日，東京電視台）：飾演 老闆
- 偵探物語 第6話（2017年8月18日，TBS）：飾演 伊佐川良二
- 你已藏在我心底（2018年1月16日－3月20日，TBS）：飾演 鈴木次郎
- 平成細雪 大結局（2018年1月28日，NHK BS Premium）：飾演 御牧久麿
- 我是大哥大!!（2018年10月14日－12月16日，日本電視台）：飾演 椋木老師
- 大戀愛～和忘記我的你（2018年10月12日－12月14日，TBS）：飾演 間宮真司
- 兩個祖國（2019年3月23日－24日，東京電視台）：飾演 田宮
- 人生I字路（2019年7月－9月，東京電視台）：主演 狛江光雄（與古田新太雙主演）
- 世界奇妙物語 2019年秋季特别篇「人工冬眠」（2019年11月9日，富士電視台）：主演 藤原吾郎
- 請不要在病房裡念佛（2020年1月17日－，TBS）：飾演 濱田達哉
- （2020年3月21日，NHK綜合）：主演 三浦安雄[4]
- 這時候製作了部新劇 第3夜「轉・幸・生」（2020年5月8日，NHK綜合）
- （2020年8月2日－9月13日，日本電視台）：主演 小比賀太郎[5]
- 我家的故事 第9話（2021年3月19日，TBS）：飾演 觀山萬壽
- 秘密內幕～女警的反擊～（2021年7月7日－9月15日，日本電視台）：飾演 伊賀崎秀一
- 消失在雨中的向日葵（2022年7月24日 - 8月21日，WOWOW）：主演 奈良健市
- 怎麼辦家康（2023年1月－12月，NHK）：飾演 豐臣秀吉
- 星降的夜晚 第4話 - 第7話（2023年2月7日－2月28日，朝日電視台）：飾演 伴宗一郎
- DRAFT KING（2023年4月8日－6月10日，WOWOW）：主演 郷原眼力
- 我家律師很麻煩（2023年10月13日－，富士電視台）：主演 藏前勉

### 電影
- 夏日時光機（日语：サマータイムマシン・ブルース）（2005年9月3日，導演：本廣克行）：飾演 石松大悟
- 大搜查線系列（2005年、2010年、2012年，導演：本廣克行）：飾演 倉橋大助
  - 前日も交渉人 真下正義（2005年5月7日）
  - 踊る大捜査線 THE MOVIE3（2010年7月3日）
  - 踊る大捜査線 THE FINAL 新たなる希望（2012年9月7日）
- UDON（日语：UDON）（2006年8月26日，導演：本廣克行）：飾演 石松大悟
- 人中之龍 劇場版（2007年3月3日，導演：三池崇史）：飾演 中西
- 少林少女（2007年4月26日，導演：本廣克行）
- 放學後（2008年5月24日，導演：内田けんじ）：飾演 甲斐
- 劇場版 假面騎士電王&Kiva Climax刑事（2008年4月12日，導演：金田治）：飾演 警官
- 誰都不保護（2009年1月24日，導演：君塚良一）
- 小雙俠（2009年3月7日，導演：三池崇史）：飾演 社員B
- 咒怨 白色老婦（2009年6月27日，導演：清水崇）：飾演 磯部篤
- 星降大洗城（日语：大洗にも星はふるなり）（2009年11月7日，導演：福田雄一）：飾演 猫田
- 彎曲吧！湯匙（2009年11月21日，導演：本廣克行）：飾演 磯部篤
- 終有一天（2010年7月17日，導演：小栗旬）：飾演 北村雄喜
- 大奥（2010年10月1日，導演：金子文紀）：飾演 副島
- Shuffle（日语：シャッフル (2011年の映画)）（2011年10月22日，導演：及川拓郎）：飾演 大藪
- 黑金丑島君（2012年8月25日，導演：山口雅俊）：飾演 上原
- 落KEY人生（2012年9月15日，導演：內田賢志）：飾演 聯誼候選人
- 横道世之介（2013年2月23日，導演：沖田修一）：飾演 前原
- 兒童警察（2013年3月20日，導演：福田雄一）：飾演 室井二朗監督
- 我們的交換日記（日语：芸人交換日記〜イエローハーツの物語〜）（2013年3月23日，導演：内村光良）：飾演 BB・福田
- 瘋狂假面系列（2013年、2016年，導演：福田雄一）：飾演 大金玉男
  - 瘋狂假面（2013年4月13日）
  - 瘋狂假面2: 變態危機（2016年5月14日）
- 我只是還沒有全力以赴（日语：俺はまだ本気出してないだけ）（2013年6月15日，導演：福田雄一）：飾演 房地產經紀人
- 蔷薇色的布子（日语：薔薇色のブー子）（2014年5月30日，導演：福田雄一）：飾演 劫持公交車的人
- 女子戰隊（2014年6月7日，導演：福田雄一）：飾演 煩人的乘客
- 小野寺姐弟（日语：小野寺の弟・小野寺の姉）（2014年10月25日，導演：西田征史）：飾演 河田耕輔
- 帷幕升起（日语：幕が上がる）（2015年2月28日，導演：本廣克行）：飾演 溝口先生
- 明烏（日语：明烏）（2015年5月16日，導演：福田雄一）：飾演 店長
- 白晝之雨（日语：ヒメアノ〜ル）（2016年5月28日，導演：吉田恵輔 R-15指定作品）：飾演 安藤勇次
- 金牌男子（日语：金メダル男）（2016年10月22日，導演：内村光良）：飾演 村田俊太郎
- 疾風迴旋曲（2016年11月26日，導演：吉田照幸）：飾演 ワダハルオ
- 銀魂（2017年7月14日，導演：福田雄一）：飾演 平賀源外
  - 銀魂2：規矩是為了被打破而存在的（2018年8月17日，導演：福田雄一）
- 齊木楠雄的災難（2017年10月21日，導演：福田雄一）：飾演 蝶野雨綠
- 鎌倉物語（日语：鎌倉ものがたり#映画）（2018年12月9日，導演：山崎貴）：飾演 ヒロシ
- 50次的初吻（日语：50回目のファーストキス）（2018年6月1日，導演：福田雄一）：飾演 ウーラ山崎
- 飛上天空的輪胎（2018年6月15日，導演：本木克英）：飾演 小牧重道
- 與我跳舞（日语：ダンスウィズミー）（2019年8月16日，導演：矢口史靖）：飾演 渡辺義雄
- 一路玩到掛（2019年10月11日，導演：犬童一心）：飾演 高田學
- 阿宅的戀愛太難（2020年2月7日，導演：福田雄一）：飾演 酒吧老闆
- 新解釋·三國志（2020年12月11日，導演：福田雄一）：飾演 孔明
- My Daddy（日语：マイ・ダディ）（2021年9月23日，導演：金井純一）：主演 御堂一男
- 神尋求回報（日语：神は見返りを求める）（2022年6月24日，導演：吉田恵輔）：主演 田母神尚樹
- 河畔小日子（日语：川っぺりムコリッタ）（2022年9月16日，導演：荻上直子）：飾演 島田幸三
- 波紋（2023年5月26日，導演：荻上直子）
- 替身忠臣藏（2024年2月9日，導演：河合勇人）：主演・吉良上野介 / 孝証
- 聖☆哥傳 THE MOVIE〜聖人 VS 惡魔軍團〜（2024年12月10日，導演：福田雄一）
- 地下忍者（2025年1月24日，導演：福田雄一）：飾演 大野

### 電視節目
- LIFE!～獻給人生的短劇～（日语：LIFE!〜人生に捧げるコント〜）（NHK綜合）：主持
- 妄想日本料理 第三季（NHK）：主持
- 紀實72小時（NHK綜合）：旁白
- 流星放送局～雙子座流星群LIVE～（2016年12月13日、BS japan）： 主持
- Perfume × TECHNOLOGY 2017（2017年12月21日、NHK総合）： 教授
- 第68回NHK紅白歌合戦（2017年12月31日、NHK総合）： VTR出演[6]

### 配音

#### 電影、動畫
- 第二國度（2019年）：配音角色 爺爺

#### 外語作品日語配音
- 寶貝老闆（2017年）：主演 配音角色 希歐多爾·天普頓
- 寶貝老闆：家大業大（2021年）：主演 配音角色 希歐多爾·天普頓

## 獎項
- 2018年
  - エランドール賞 新人俳優賞
- 2019年
  - GQ MEN OF THE YEAR 2019 Actor of the year賞
  - 第48回Best Dresser賞【芸能部門】

## 外部連結
- 官方网站（页面存档备份，存于）（日語）
- 官方部落格（页面存档备份，存于）（日語）
- 室剛的X（前Twitter）（日語）
- ムロ本、Twitter帳戶（日語）
- 室剛的Instagram帳戶（日語）
- 室剛在互联网电影资料库（IMDb）上的資料（英文）